# Rolf Storsveen
Rolf Storsveen, född 22 april 1959 i Elverum, är en norsk före detta skidskytt.

## Karriär

### Nationella tävlingar
Nationellt blev Storsveen 1981 individuell mästare. 1984 kom han i Vossestrand ännu en gång i mål som silvermedaljör bakom  Kvalfoss. Han blev 1981 silvermedaljör bakom Sigleif Johansen i skidskyttesprint. Vidare framgångar nådde han framför allt i skidskyttestafett. I stafett företrädde han region Österdal till 1984 och åkte för Hedmark från 1985. Han blev mästare 1980, 1981, 1983, 1984 och 1985 och silvermedaljör 1982 och 1987 och bronsmedaljör 1991.

### Internationella tävlingar
Rolf Storsveen hörde framför allt under första hälften av 1980-talet till de bästa norska skisskyttarna. Idrottaren från Sørskogbygda Idrettslag  tog för första gången 1982 del i VM i skidskytte och vann där silver med  Eirik Kvalfoss, Kjell Søbak och Odd Lirhus som slutman efter DDR som vann. Under OS 1984 i Sarajevo var han med och vann silver i  stafetten efter det ryska stafettlaget. I laget åkte samma åkare  Kjell Søbak, Odd Lirhus och Eirik Kvalfoss med Rolf Storseen som tredje åkare. I samma OS kom han på sjätte plats individuellt på 20 km skidskytte.  I Ruhpolding i VM 1985 blev norrmannen placerad på fjärde plats och missade medalj.